# Saccella bellula
Saccella bellula är en musselart som först beskrevs av Arthur Adams 1856.  Saccella bellula ingår i släktet Saccella och familjen tandmusslor. Inga underarter finns listade i Catalogue of Life.